# Chaim Ozer Grodzinski

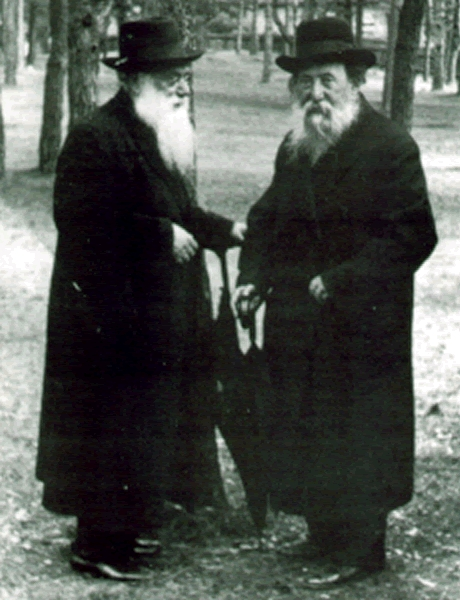
Rabbiner Chaim Ozer Grodzinski (rechts),
zusammen mit Rabbiner Shimon Shkop

Chaim Ozer Grodzinski (hebräisch חיים עוזר גרוז'נסקי‎; geb. 24. August 1863 in Iwye, Belarus, Russisches Kaiserreich; gest. 9. August 1940 in Vilnius, Litauen) war ein Rabbiner, Beth Din, Posek und Talmud-Gelehrter in Vilnius im späten 19. und frühen 20. Jahrhundert. Während der 55 Jahre, die er sein Amt ausführte, wurde er als einer der leitenden Posskim weltweit angesehen. Er spielte eine wichtige Rolle beim Schutz litauischer Jeschiwot während der "Kommunistischen Ära" und rettete Jeschiwot in Polen 1939.